# 揚州亜星

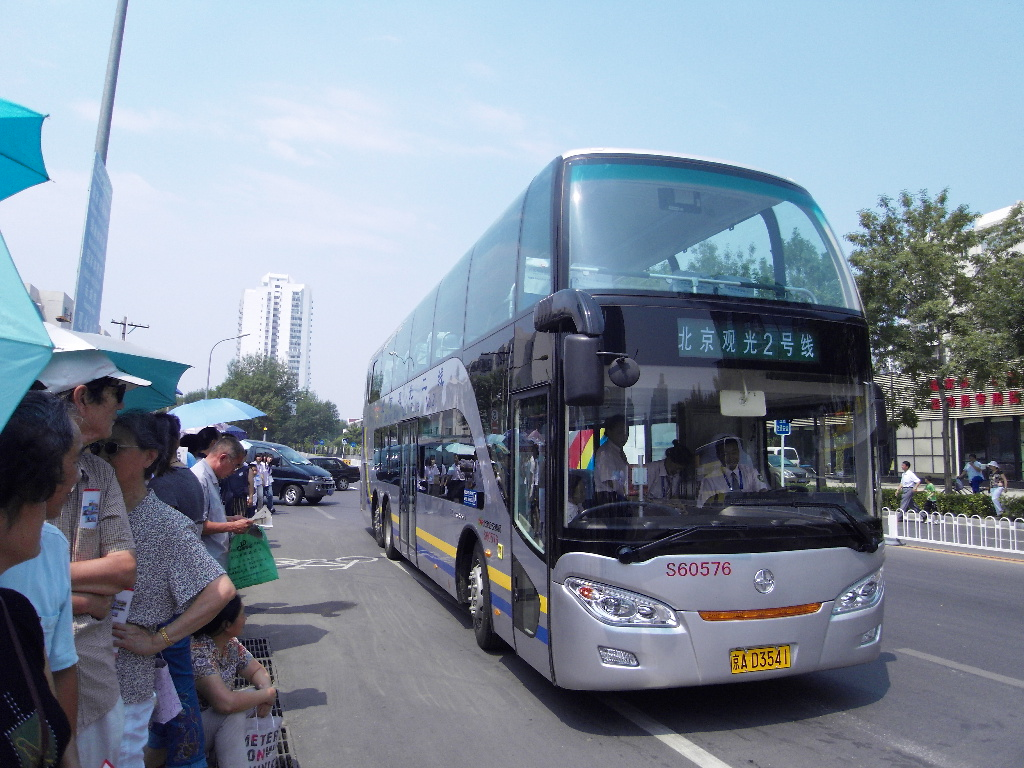
アジアスターJS6130SHJ型2階建バス、北京市慧忠里公交場バス停留所にて、路線は慧忠里＝北官庁を結ぶ観光2号線。

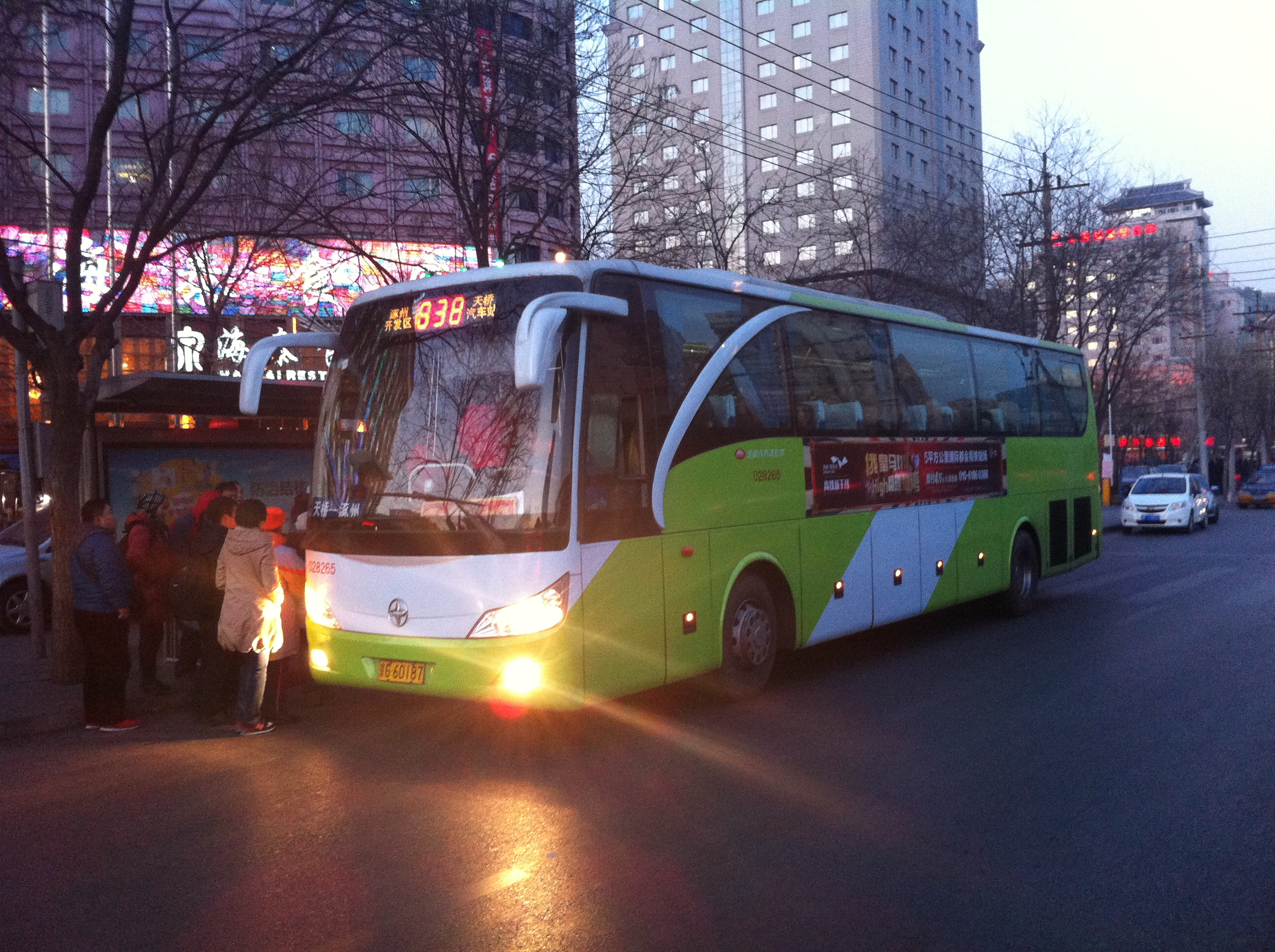
アジアスター＝ベンツYBL6123HE4、北京市六里橋東，天橋＝涿州市を結ぶ838路にて。揚州亜星が生産した車両には「JS」、亜星ベンツが製造した車両には「YBL」の記号が付けられる。

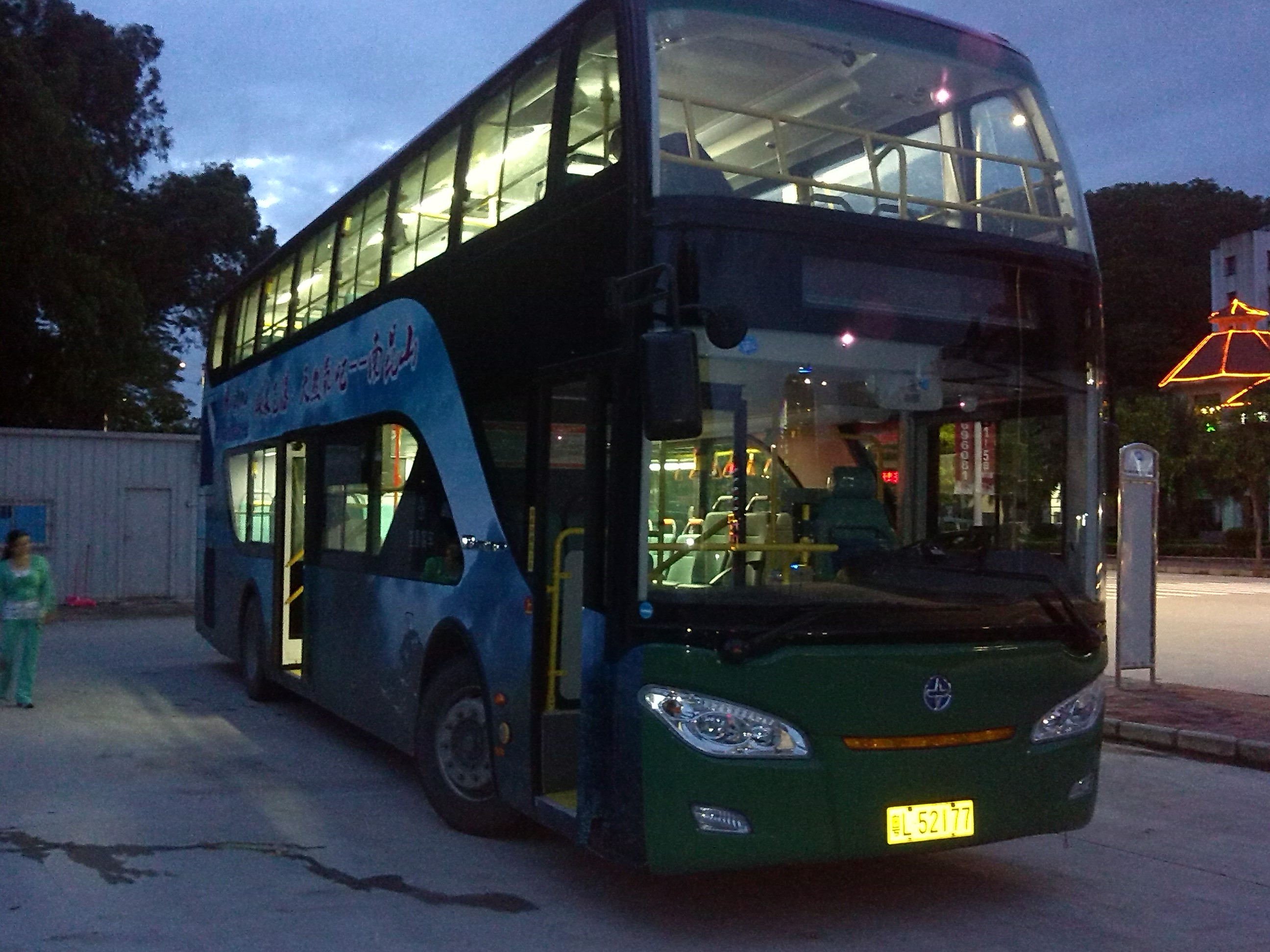
アジアスターJS6111SHCJ型液化天然ガス2階建バス、広東省恵州市豊山ターミナル停留所（後の植物園ターミナル＝植物园公交总站）にて、路線は惠州公交観光1号線。

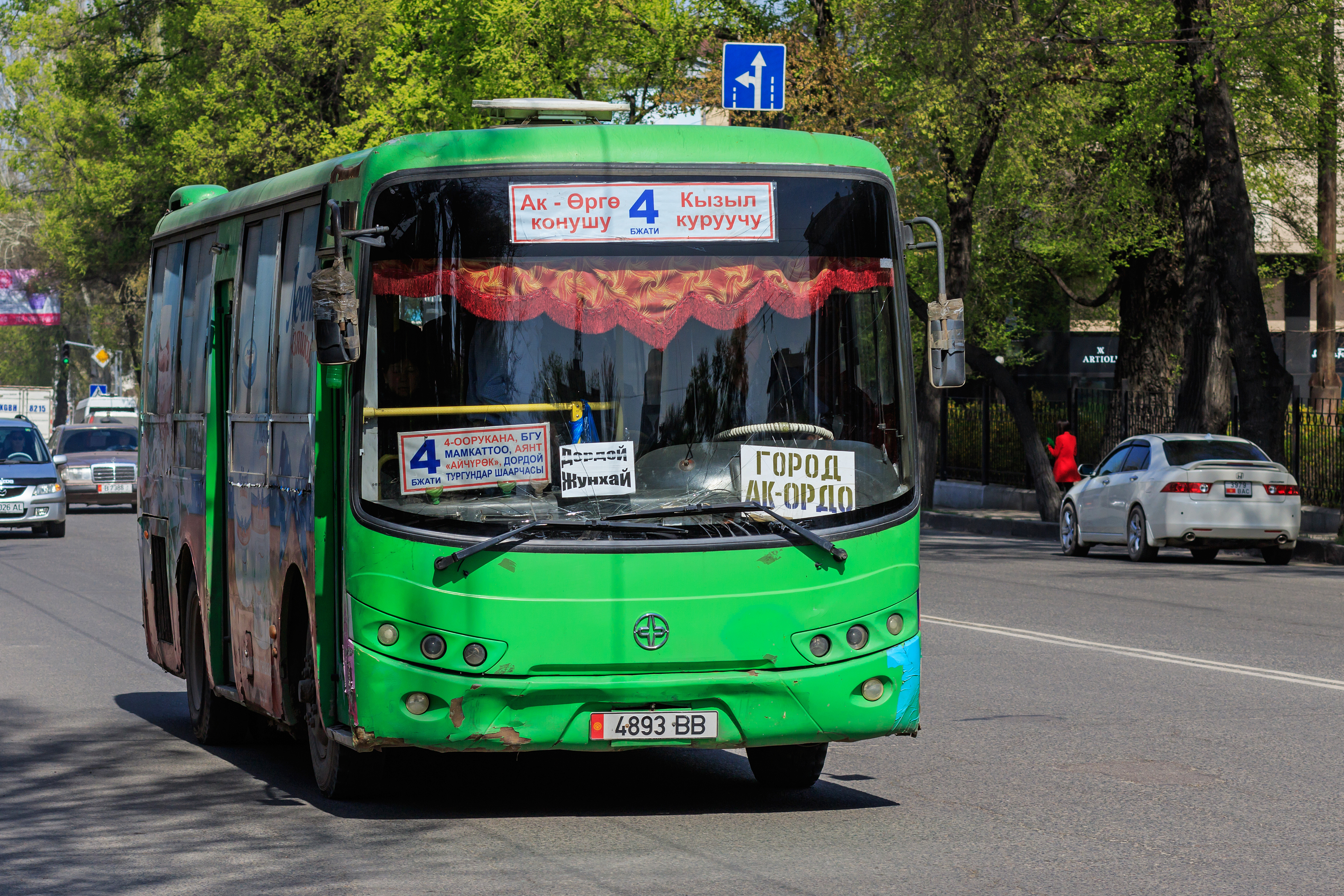
カザフスタンのビシュケクを走る、ヤーシンのバス。

揚州亜星（ようしゅうあせい、中国語: 扬州亚星）と通称される揚州亜星客車股份有限公司（扬州亚星客车股份有限公司）は、中華人民共和国江蘇省揚州市に本社を置くバス製造企業。「アジアスター」などのブランドで知られる中国における有力な中型バス・メーカーのひとつであり、21世紀に入ってからは電気バスの代表的メーカーとしてしばしば言及される。
英語では、公式サイトにおいても「Yangzhou Yaxing Motor Coach Co., Ltd.」と「Yangzhou Asiastar Bus Co., Ltd.」が併用されるなど、複数の表記で言及されることがある。日本語では「ヤーシン」などと称されることがある。

## 生産拠点
生産拠点は、揚州市と廈門市にあり、本拠地である揚州市で2013年から稼働している工場は66ha近い敷地をもち、研究開発部門も併設されている。2018年時点の年間生産能力は年間3万台と称され、実績で7,000台ほどが生産されたという。ここではおもに中国国内向けの電気バスが生産されている。
廈門市の工場は、自由貿易試験区（福建自贸试验区厦门片区）の一角にあって、ハイテク電気バスや、欧州規格を満たす低排出ハイブリッド車のバスなどを輸出用に製造する拠点となっており、敷地は10haに及ぶ。

## 歴史
揚州亜星のルーツとされる中国人民解放軍の華東空軍後勤部自動車修理所（华东空军后勤部汽车修理所）は、1949年5月に上海市に設けられた。
その後、亜星客車として、江蘇亜星客車集団傘下の国有企業となっていたが、2002年から業績が悪化し、2003年に揚州格林柯爾創業投資が株式の61%を取得して、格林柯爾傘下となった。
その後は業績を回復し、2008年には中型バスの全国販売シェアが5.8%と、中国で4位の位置にあった。
2011年、濰柴グループ (Weichai) 傘下となり、技術開発や海外市場への展開が進められるようになった。また、従来からの主力ブランド「アジアスター (Asiastar、亜星)」に加え、ハイエンド規格の長距離用バス「ウェルトスター (Wertstar、維特思達、维特思达)」が開発され、欧米への輸出が進められている。

## 日本市場への進出
2016年には、オーストラリア向け仕様の右ハンドル車の「アジアスター」を改装して日本向け仕様とした車両をオノエンジニアリングが「オノエンスター」として輸入・販売するようになった。
2020年には、イーグルバスが運行する「小江戸巡回バス」用として小型電気バスが2台導入された。オノエンジニアリングによりボンネットバス風に改造が施されており「日本初のボンネットEVバス」と紹介されている。
2021年にはオノエンジニアリングとともに株式会社ASIASTAR MOTOR COACH (ASIASTAR JAPAN) を設立し、日本における販路拡大を目指している。